# Wojna francusko-meksykańska

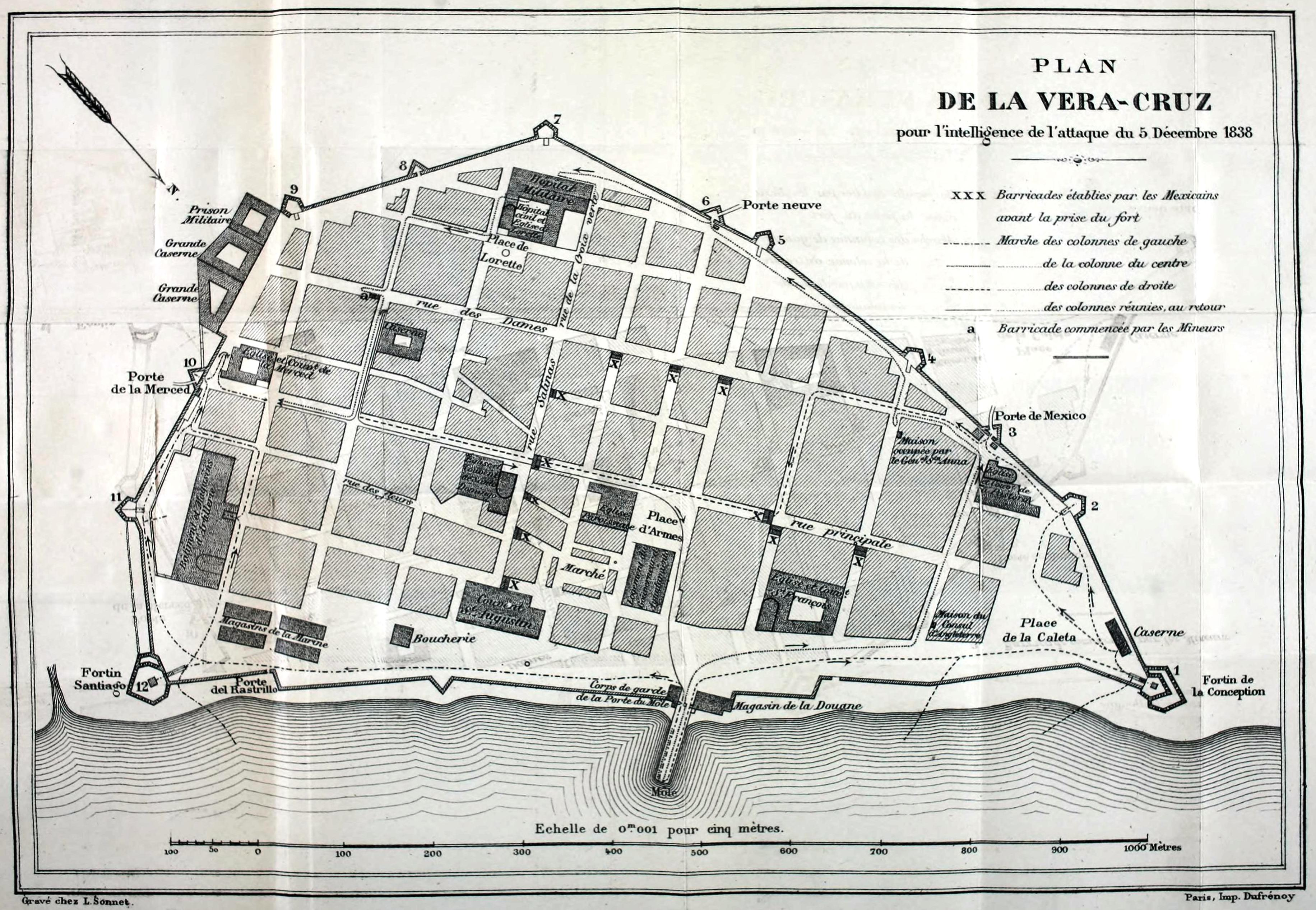
Mapa natarcia wojsk francuskich na Veracruz w 1838

Wojna francusko-meksykańska – konflikt zbrojny pomiędzy Francją i Meksykiem w 1838 roku. W języku francuskim i hiszpańskim określana mianem „wojny ciastkowej” (guerre des pâtisseries, Guerra de los Pasteles).
W pierwszych latach istnienia Republiki Meksykańskiej na skutek niepokojów wewnętrznych w państwie, doszło do masowego zajmowania majątków i własności należących do cudzoziemców. Wpływowy cukiernik francuski, którego fabrykę zniszczyli Meksykanie, zaapelował w roku 1838 do króla Francji Ludwika Filipa o pomoc. W odpowiedzi król francuski zażądał od rządu Meksyku odszkodowania w wysokości 600 000 pesos.
Meksykanie odrzucili żądania króla, wobec czego ten wysłał swoją flotę do Meksyku, gdzie po krótkim ostrzale z morza zajął ważny port meksykański Veracruz. W odpowiedzi Meksykanie wypowiedzieli Francuzom wojnę i przypuścili zakończony sukcesem atak na Veracruz. W końcu prezydent Meksyku Anastasio Bustamante zgodził się wypłacić Francuzom żądaną sumę, a ci po uregulowaniu długu wycofali swoje wojska i flotę z Meksyku.